# Кристијан Белић
Кристијан Белић (Синт Тројден, 25. март 2001) српски је фудбалер који тренутно игра за АЗ из Алкмара.

## Каријера
Белић је рођен у Синт Тројдену, где је његов отац Душан наступао за истоимени клуб. Почео је да тренира у Српским белим орловима. У млађим узрастима наступао је за ОФК Београд, а затим је четири године провео у академији Вест Хем јунајтеда. У сениорској конкуренцији дебитовао је за Олимпијакос, после ког је једну сезону одиграо у дресу Чукаричког. Лета 2022. потписао је уговор са Партизаном. У првој сезони по доласку у клуб имао је статус бонус фудбалера што му је помогло да се устали у екипи и касније постане један од носилаца игре. За годину и по дана одиграо је 55 утакмица у свим такмичењима уз три постигнута поготка и седам асистенција.
У јануару 2024. остварио је инострани трансфер у холандски АЗ Алкмар, где је 17. дана тог месеца представљен. Потписао је уговор до 2028. године и задржао дрес с бројем 14 који је претходно носио Ђорђе Михаиловић. Вредност трансфера, према писању медија, процењена је на 3 милиона и 700 хиљада евра, подељена на једнаке делове између Партизана и Чукаричког.

## Репрезентација
Белић је за репрезентацију Србије дебитовао у узрасту до 14 година старости, када је са том екипом наступио на међународном турниру у Хрватској. Ту је као капитен предводио екипу Србије на обе одигране утакмице, против екипе домаћина те селекције Сједињених Америчких Држава. Нешто касније је одиграо и једну утакмицу за селекцију узраста до 16 година старости. За кадетску репрезентацију Србије дебитовао је у двомечу са вршњацима из Хрватске током фебруара 2018. Био је стрелац у ремију са Шпанијом, којим је Србија обезбедила пласман на Европско првенство. Током сезоне 2018/19. играо је за селекцију до 18 година, а дебитовао је и за омладински састав Србије. Селектор Горан Стевановић позвао га је за сусрете младе репрезентације са екипама Француске и Фарских Острва у јуну 2022.

## Начин игре
Кристијан је такав тип играча, да игра другачије не бисте га приметили.

То је играч који помера целу нашу линију унапред, вероватно је играч који узима највише лопти. Гатузо је био исти као он, увек је добијао жуте, црвене картоне, поготово у Шкотској, где је та агресивна игра.

—Гордан Петрић, тренер Партизана, октобар 2022.
Белић је у млађим узрастима наступао у нападу и у одбрани, док се у сениорској конкуренцији профилисао као везни играч. Карактерише га агресиван стил игре, неретко пропраћен санкцијама у виду картона. У поставци тренера Партизана, Гордана Петрића, усталио се као бонус фудбалер од 168. вечитог дербија.
У медијима је након сусрета са својим бившим клубом, Чукаричким, препознат као наследник Саше Здјелара, те упоређен са Жуком и Евертоном Луизом, такође бившим фудбалерима Партизана. Белић је тада постигао погодак, а касније сустигао и зауставио Самјуела Овусуа у отвореној контри, те је услед запаженог учинка изабран за играча 15. кола Суперлиге Србије за такмичарску 2022/23.

Белић доста трчи, енергичан је, ради за тим, волео бих да буде бољи играч од мене, пред њим је лепа будућност, ми смо ту да му помогнемо.

Што више причамо, он све чешће добија картон.

—Игор Дуљај, тренер Партизана, 2023.
Вођење екипе Партизана је пред 169. вечити дерби преузео Игор Дуљај, некадашњи задњи везни тог клуба. Белић је на том сусрету од извештача добио похвале за борбеност и оцењен је као најпожртвованији фудбалер гостујуће екипе у минималном поразу на Стадиону Рајко Митић. Утакмицу је завршио у 75. минуту због повреде главе.
Доласком Франка Канутеа у Партизан, Дуљај је током такмичарске 2023/24. Белићу наменио нешто другачију, офанзивнију улогу. Тако је, за разлику од претходне сезоне, више учествовао у завршницама напада своје екипе и доприносио асистенцијама. Према извештачима с утакмица домаћег првенства, Белић је до октобра месеца био најбоље оцењени играч Суперлиге Србије.

## Статистика

### Клупска
Ажурирано 12. јула 2024.
|             |          |                  |    |   |   |   |    |   |   |   |    |   |  |  |
| Олимпијакос | 2019/20. | Суперлига Грчке  | 0  | 0 | 1 | 0 | —  | — | — | — | 1  | 0 |  |  |
| Олимпијакос | 2020/21. | Суперлига Грчке  | 0  | 0 | 0 | 0 | —  | — | — | — | 0  | 0 |  |  |
| Олимпијакос | Укупно   | Укупно           | 0  | 0 | 1 | 0 | —  | — | — | — | 1  | 0 |  |  |
|             |          |                  |    |   |   |   |    |   |   |   |    |   |  |  |
| Чукарички   | 2021/22. | Суперлига Србије | 13 | 0 | 0 | 0 | —  | — | — | — | 13 | 0 |  |  |
| Чукарички   | 2022/23. | Суперлига Србије | 0  | 0 | — | — | —  | — | — | — | 0  | 0 |  |  |
| Чукарички   | Укупно   | Укупно           | 13 | 0 | 0 | 0 | —  | — | — | — | 13 | 0 |  |  |
|             |          |                  |    |   |   |   |    |   |   |   |    |   |  |  |
| Партизан    | 2022/23. | Суперлига Србије | 22 | 1 | 1 | 0 | 9  | 0 | — | — | 32 | 1 |  |  |
| Партизан    | 2023/24. | Суперлига Србије | 18 | 2 | 2 | 0 | 3  | 0 | — | — | 23 | 2 |  |  |
| Партизан    | Укупно   | Укупно           | 40 | 3 | 3 | 0 | 12 | 0 | — | — | 55 | 3 |  |  |
|             |          |                  |    |   |   |   |    |   |   |   |    |   |  |  |
| АЗ Алкмар   | 2023/24. | Ередивизија      | 14 | 0 | 1 | 0 | —  | — | — | — | 15 | 0 |  |  |
| АЗ Алкмар   | 2024/25. | Ередивизија      | 0  | 0 | 0 | 0 | —  | — | — | — | 0  | 0 |  |  |
| АЗ Алкмар   | Укупно   | Укупно           | 14 | 0 | 1 | 0 | —  | — | — | — | 15 | 0 |  |  |
|             |          |                  |    |   |   |   |    |   |   |   |    |   |  |  |
| Каријера    | Каријера | Каријера         | 67 | 3 | 5 | 0 | 12 | 0 | — | — | 84 | 3 |  |  |
|             |          |                  |    |   |   |   |    |   |   |   |    |   |  |  |

### Утакмице у дресу репрезентације
| Репрезентација Србије у узрасту до 14 година старости | Репрезентација Србије у узрасту до 14 година старости | Репрезентација Србије у узрасту до 14 година старости | Репрезентација Србије у узрасту до 14 година старости | Репрезентација Србије у узрасту до 14 година старости | Репрезентација Србије у узрасту до 14 година старости | Репрезентација Србије у узрасту до 14 година старости | Репрезентација Србије у узрасту до 14 година старости | Репрезентација Србије у узрасту до 14 година старости | Репрезентација Србије у узрасту до 14 година старости |
| #                                                     | Датум                                                 | Такмичење                                             | Локација                                              | Домаћин                                               | Резултат                                              | Гост                                                  | Гол                                                   | Реф.                                                  |                                                       |
| ----------------------------------------------------- | ----------------------------------------------------- | ----------------------------------------------------- | ----------------------------------------------------- | ----------------------------------------------------- | ----------------------------------------------------- | ----------------------------------------------------- | ----------------------------------------------------- | ----------------------------------------------------- | ----------------------------------------------------- |
| 1.                                                    | 13. мај 2015.                                         | Међународни турнир у Хрватској                        | Стадион НК Шпанско, Загреб                            | Хрватска                                              | 1 : 2                                                 | Србија                                                |                                                       | [ 58 ]                                                |                                                       |
| 2.                                                    | 15. мај 2015.                                         | Међународни турнир у Хрватској                        | Стадион НК Шпанско, Загреб                            | Сједињене Америчке Државе                             | 1 : 1                                                 | Србија                                                |                                                       | [ 59 ]                                                |                                                       |
| 2                                                     | Укупан број утакмица и постигнутих погодака           | Укупан број утакмица и постигнутих погодака           | Укупан број утакмица и постигнутих погодака           | Укупан број утакмица и постигнутих погодака           | Укупан број утакмица и постигнутих погодака           | Укупан број утакмица и постигнутих погодака           | 0                                                     |                                                       |                                                       |

| Репрезентација Србије у узрасту до 16 година старости | Репрезентација Србије у узрасту до 16 година старости | Репрезентација Србије у узрасту до 16 година старости | Репрезентација Србије у узрасту до 16 година старости | Репрезентација Србије у узрасту до 16 година старости | Репрезентација Србије у узрасту до 16 година старости | Репрезентација Србије у узрасту до 16 година старости | Репрезентација Србије у узрасту до 16 година старости | Репрезентација Србије у узрасту до 16 година старости | Репрезентација Србије у узрасту до 16 година старости |
| #                                                     | Датум                                                 | Такмичење                                             | Локација                                              | Домаћин                                               | Резултат                                              | Гост                                                  | Гол                                                   | Реф.                                                  |                                                       |
| ----------------------------------------------------- | ----------------------------------------------------- | ----------------------------------------------------- | ----------------------------------------------------- | ----------------------------------------------------- | ----------------------------------------------------- | ----------------------------------------------------- | ----------------------------------------------------- | ----------------------------------------------------- | ----------------------------------------------------- |
| 1.                                                    | 23. август 2016.                                      | Пријатељска утакмица                                  |                                                       | Словачка                                              | 0 : 1                                                 | Србија                                                |                                                       | [ 19 ]                                                |                                                       |
| 1                                                     | Укупан број утакмица и постигнутих погодака           | Укупан број утакмица и постигнутих погодака           | Укупан број утакмица и постигнутих погодака           | Укупан број утакмица и постигнутих погодака           | Укупан број утакмица и постигнутих погодака           | Укупан број утакмица и постигнутих погодака           | 0                                                     |                                                       |                                                       |

| Репрезентација Србије у узрасту до 17 година старости | Репрезентација Србије у узрасту до 17 година старости | Репрезентација Србије у узрасту до 17 година старости | Репрезентација Србије у узрасту до 17 година старости | Репрезентација Србије у узрасту до 17 година старости | Репрезентација Србије у узрасту до 17 година старости | Репрезентација Србије у узрасту до 17 година старости | Репрезентација Србије у узрасту до 17 година старости | Репрезентација Србије у узрасту до 17 година старости | Репрезентација Србије у узрасту до 17 година старости |
| #                                                     | Датум                                                 | Такмичење                                             | Локација                                              | Домаћин                                               | Резултат                                              | Гост                                                  | Гол                                                   | Реф.                                                  |                                                       |
| ----------------------------------------------------- | ----------------------------------------------------- | ----------------------------------------------------- | ----------------------------------------------------- | ----------------------------------------------------- | ----------------------------------------------------- | ----------------------------------------------------- | ----------------------------------------------------- | ----------------------------------------------------- | ----------------------------------------------------- |
| 1.                                                    | 20. фебруар 2018.                                     | Пријатељска утакмица                                  | Кућа фудбала, Стара Пазова                            | Србија                                                | 2 : 0                                                 | Хрватска                                              |                                                       | [ 60 ]                                                |                                                       |
| 2.                                                    | 22. фебруар 2018.                                     | Пријатељска утакмица                                  | Кућа фудбала, Стара Пазова                            | Србија                                                | 1 : 1                                                 | Хрватска                                              |                                                       | [ 61 ]                                                |                                                       |
| 3.                                                    | 21. март 2018.                                        | Квалификације за Европско првенство                   | Стадион Андрув, Оломоуц                               | Србија                                                | 2 : 0                                                 | Чешка                                                 |                                                       | [ 62 ]                                                |                                                       |
| 4.                                                    | 24. март 2018.                                        | Квалификације за Европско првенство                   | Стадион СЦ Простејов, Простјејов                      | Србија                                                | 3 : 0                                                 | Украјина                                              |                                                       | [ 64 ]                                                |                                                       |
| 5.                                                    | 27. март 2018.                                        | Квалификације за Европско првенство                   | Стадион СЦ Простејов, Простјејов                      | Шпанија                                               | 1 : 1                                                 | Србија                                                | Гол                                                   | [ 21 ]                                                |                                                       |
| 6.                                                    | 5. мај 2018.                                          | Европско првенство                                    | Стадион Бартон Албиона, Бартон апон Трент             | Србија                                                | 0 : 1                                                 | Шпанија                                               |                                                       | [ 65 ]                                                |                                                       |
| 7.                                                    | 8. мај 2018.                                          | Европско првенство                                    | Стадион у Лоубороу                                    | Србија                                                | 0 : 3                                                 | Немачка                                               |                                                       | [ 66 ]                                                |                                                       |
| 7                                                     | Укупан број утакмица и постигнутих погодака           | Укупан број утакмица и постигнутих погодака           | Укупан број утакмица и постигнутих погодака           | Укупан број утакмица и постигнутих погодака           | Укупан број утакмица и постигнутих погодака           | Укупан број утакмица и постигнутих погодака           | 1                                                     |                                                       |                                                       |

| Репрезентација Србије у узрасту до 18 година старости | Репрезентација Србије у узрасту до 18 година старости | Репрезентација Србије у узрасту до 18 година старости | Репрезентација Србије у узрасту до 18 година старости | Репрезентација Србије у узрасту до 18 година старости | Репрезентација Србије у узрасту до 18 година старости | Репрезентација Србије у узрасту до 18 година старости | Репрезентација Србије у узрасту до 18 година старости | Репрезентација Србије у узрасту до 18 година старости | Репрезентација Србије у узрасту до 18 година старости |
| #                                                     | Датум                                                 | Такмичење                                             | Локација                                              | Домаћин                                               | Резултат                                              | Гост                                                  | Гол                                                   | Реф.                                                  |                                                       |
| ----------------------------------------------------- | ----------------------------------------------------- | ----------------------------------------------------- | ----------------------------------------------------- | ----------------------------------------------------- | ----------------------------------------------------- | ----------------------------------------------------- | ----------------------------------------------------- | ----------------------------------------------------- | ----------------------------------------------------- |
| 1.                                                    | 9. децембар 2018.                                     | Међународни турнир у Израелу                          | Стадион у Шефaиму                                     | Израел                                                | 2 : 1                                                 | Србија                                                |                                                       | [ 67 ]                                                |                                                       |
| 2.                                                    | 11. децембар 2018.                                    | Међународни турнир у Израелу                          | Шефајим, Израел                                       | Србија                                                | 1 : 1                                                 | Немачка                                               |                                                       | [ 68 ]                                                |                                                       |
| 3.                                                    | 5. фебруар 2019.                                      | Турнир Грaн Кaнaријa                                  | Маспаломас, Лас Палмас                                | Шпанија                                               | 3 : 1                                                 | Србија                                                |                                                       | [ 69 ]                                                |                                                       |
| 4.                                                    | 6. фебруар 2019.                                      | Турнир Грaн Кaнaријa                                  | Маспаломас, Лас Палмас                                | Јапан                                                 | 6 : 0                                                 | Србија                                                |                                                       | [ 70 ]                                                |                                                       |
| 5.                                                    | 8. фебруар 2019.                                      | Турнир Грaн Кaнaријa                                  | Маспаломас, Лас Палмас                                | Канарска Острва                                       | 1 : 3                                                 | Србија                                                |                                                       | [ 71 ]                                                |                                                       |
| 6.                                                    | 13. јун 2019.                                         | Пријатељска утакмица                                  | Национални фудбалски центар Брдо, Брдо код Крања      | Словенија                                             | 0 : 0                                                 | Србија                                                |                                                       | [ 72 ]                                                |                                                       |
| 6                                                     | Укупан број утакмица и минута проведених на терену    | Укупан број утакмица и минута проведених на терену    | Укупан број утакмица и минута проведених на терену    | Укупан број утакмица и минута проведених на терену    | Укупан број утакмица и минута проведених на терену    | Укупан број утакмица и минута проведених на терену    | 0                                                     |                                                       |                                                       |

| Репрезентација Србије у узрасту до 19 година старости | Репрезентација Србије у узрасту до 19 година старости | Репрезентација Србије у узрасту до 19 година старости | Репрезентација Србије у узрасту до 19 година старости | Репрезентација Србије у узрасту до 19 година старости | Репрезентација Србије у узрасту до 19 година старости | Репрезентација Србије у узрасту до 19 година старости | Репрезентација Србије у узрасту до 19 година старости | Репрезентација Србије у узрасту до 19 година старости | Репрезентација Србије у узрасту до 19 година старости |
| #                                                     | Датум                                                 | Такмичење                                             | Локација                                              | Домаћин                                               | Резултат                                              | Гост                                                  | Гол                                                   | Реф.                                                  |                                                       |
| ----------------------------------------------------- | ----------------------------------------------------- | ----------------------------------------------------- | ----------------------------------------------------- | ----------------------------------------------------- | ----------------------------------------------------- | ----------------------------------------------------- | ----------------------------------------------------- | ----------------------------------------------------- | ----------------------------------------------------- |
| 1.                                                    | 26. фебруар 2019.                                     | Пријатељска утакмица                                  | Кућа фудбала, Стара Пазова                            | Србија                                                | 0 : 1                                                 | Словенија                                             |                                                       | [ 73 ]                                                |                                                       |
| 2.                                                    | 20. март 2019.                                        | Квалификације за Европско првенство                   | Стадион у Калдијеру                                   | Украјина                                              | 2 : 2                                                 | Србија                                                |                                                       | [ 74 ]                                                |                                                       |
| 3.                                                    | 26. март 2019.                                        | Квалификације за Европско првенство                   | Стадион Еуганео, Падова                               | Србија                                                | 0 : 2                                                 | Италија                                               |                                                       | [ 75 ]                                                |                                                       |
| 4.                                                    | 6. септембар 2019.                                    | Меморијални турнир „Стеван Вилотић Ћеле”              | Градски стадион, Суботица                             | Србија                                                | 3 : 0                                                 | Израел                                                |                                                       | [ 76 ]                                                |                                                       |
| 5.                                                    | 8. септембар 2019.                                    | Меморијални турнир „Стеван Вилотић Ћеле”              | Градски стадион, Сента                                | Србија                                                | 3 : 3                                                 | Мађарска                                              |                                                       | [ 77 ]                                                |                                                       |
| 6.                                                    | 11. октобар 2019.                                     | Квалификације за Европско првенство                   | Стадион у Горњој Вароши, Земун                        | Србија                                                | 8 : 0                                                 | Литванија                                             |                                                       | [ 78 ]                                                |                                                       |
| 7.                                                    | 14. октобар 2019.                                     | Квалификације за Европско првенство                   | Кућа фудбала, Стара Пазова                            | Србија                                                | 0 : 4                                                 | Шпанија                                               |                                                       | [ 79 ]                                                |                                                       |
| 7                                                     | Укупан број утакмица и постигнутих погодака           | Укупан број утакмица и постигнутих погодака           | Укупан број утакмица и постигнутих погодака           | Укупан број утакмица и постигнутих погодака           | Укупан број утакмица и постигнутих погодака           | Укупан број утакмица и постигнутих погодака           | Укупан број утакмица и постигнутих погодака           | 0                                                     |                                                       |

| Репрезентација Србије у узрасту до 21 године старости | Репрезентација Србије у узрасту до 21 године старости | Репрезентација Србије у узрасту до 21 године старости | Репрезентација Србије у узрасту до 21 године старости | Репрезентација Србије у узрасту до 21 године старости | Репрезентација Србије у узрасту до 21 године старости | Репрезентација Србије у узрасту до 21 године старости | Репрезентација Србије у узрасту до 21 године старости | Репрезентација Србије у узрасту до 21 године старости | Репрезентација Србије у узрасту до 21 године старости |
| #                                                     | Датум                                                 | Такмичење                                             | Локација                                              | Домаћин                                               | Резултат                                              | Гост                                                  | Гол                                                   | Реф.                                                  |                                                       |
| ----------------------------------------------------- | ----------------------------------------------------- | ----------------------------------------------------- | ----------------------------------------------------- | ----------------------------------------------------- | ----------------------------------------------------- | ----------------------------------------------------- | ----------------------------------------------------- | ----------------------------------------------------- | ----------------------------------------------------- |
| 1.                                                    | 2. јун 2022.                                          | Квалификације за Европско првенство                   | Алпски стадион, Гренобл                               | Француска                                             | 2 : 0                                                 | Србија                                                |                                                       | [ 80 ]                                                |                                                       |
| 2.                                                    | 7. јун 2022.                                          | Квалификације за Европско првенство                   | Стадион у Клаксвику                                   | Фарска Острва                                         | 1 : 1                                                 | Србија                                                |                                                       | [ 81 ]                                                |                                                       |
| 2                                                     | Укупан број утакмица и постигнутих погодака           | Укупан број утакмица и постигнутих погодака           | Укупан број утакмица и постигнутих погодака           | Укупан број утакмица и постигнутих погодака           | Укупан број утакмица и постигнутих погодака           | Укупан број утакмица и постигнутих погодака           | 0                                                     |                                                       |                                                       |

## Трофеји, награде и признања

### Екипно
Олимпијакос
- Куп Грчке : 2020.[82]

### Појединачно
- Играч кола у Суперлиги Србије (2)

1. Суперлига Србије за сезону 2022/23, 15. коло[83]
2. Суперлига Србије за сезону 2023/24, 6. коло[84]